# Индонезийцы
Индонезийцы:
- Группа народов Юго-Восточной Азии, проживающих на о-вах Зондского и Филиппинского архипелагов, в Малайзии и других странах Индокитая, на о. Тайвань, и относящихся к западно-австронезийской группе австронезийской языковой семьи. Общая численность — 220 млн чел.
- Собственно индонезийцы — народы Индонезии. Численность — 155 млн чел. Классификация их слабо разработана, выделяют от 70 до 300 народностей, большинство справочников указывают цифру 150. Язык межнационального общения и государственный язык Индонезии — индонезийский. Каждый народ имеет также свой язык или диалект, наиболее крупные: яванский, мадурский, бугийский, минангкабау, балийский, сундский, макассарский.

## Этнический состав
Яванцы, мадурцы, сунды (или сунданцы) — вместе 75 млн; так называемые малайцы, сюда входят риау, палембанги, джамби, минангкабау, банджары, лебонги, лампунги (Суматра) и малайцы Калимантана (Саравак, Сабах, Бруней) — 14 млн; ачех (Суматра) — 1,8 млн, батаки (Суматра) — 2,7 млн; буги, макассары, тораджи, минахасцы, мандары и др. народы Сулавеси — 8,5 млн; даяки — общее название малочисленных народов Калимантана, пунаны, кубу и лубу — самые отсталые народы (Климантан) и оранг-лауты («люди моря»), кочуют по морю; на малых островах этноним обычно совпадает с названием острова: балийцы (2,2 млн.), сумбаванцы, алорцы, серамцы, буру. Общее самоназвание — оранг индонесиа, у отдельных — типа оранг палембанг.

## Природа и хозяйство Индонезии
Индонезия включает множество островов, около 3000, больших и мелких. Крупнейшие: Суматра,
Калимантан (прежде — Борнео), Ява, Бали, Сулавеси. Климат — экваториальный. Природные ресурсы
разнообразны и богаты: нефть, олово, бокситы, никель, марганец, медь, свинец, хром, цинк, леса с ценными породами деревьев (60 % территории). Основа экспорта — нефть, Основной транспорт -
железнодорожный и морской. 60 % населения занято в сельском хозяйстве. У малых народов преобладает подсечно-огневое земледелие (батаки, даяки, тораджи, тидорцы, амбонцы, минахасы, ниасцы, миасцы и др.). Более развитые народы заняты возделыванием кокосовой пальмы, гевеи, риса, сахарного тростника, разработкой древесины, рыболовством, скотоводство развито слабо. Самые отсталые, пунаны, кубу, лубу и др. — охотники, собиратели. Богат животный мир, особо почитается оранг-утан, в переводе «человек леса».

## Социальная структура
В социальной структуре более развитых народов основу составляют две организации — деса и субак.
Деса — сельская община, объединяющая людей по территориальному признаку. Её возглавляет
совет (крама-деса), староста (клиан-деса), секретарь (паньярикан), хранитель адата (бендес),
ответственный за общественные работы (пасека) и жрец (пемангку). Субак — это район одной оросительной системы, получающий воду из одного источника. Административно и территориально с десой он не совпадает. Руководят им совет — деван-пенгурус, и председатель — клиан-субак.
У примитивных народов сохраняется первобытно-общинный строй и родо-племенные отношения. Верования — анимизм, роль жреца играет шаман (дукун).

На Бали, где сильны древние традиции и сохраняется индуизм, общество до сих пор делится на касты. Но если в Индии их много (джати), то здесь — только четыре основных (варны): брахманы, ксатри, весьи, судра. В целом же общество делится на сословия: граждане (вонг чилик), торговцев (сантри), дворян (прийян), аристократов (ндара). Царей в древности называли роджо. Существуют такие должности (мусульманского происхождения): кади — глава всех мусульман, имам — глава мечети, хатиб — проповедник, мадин — певчий, муэдзин. Большим почетом пользуются гуру (или гуру агама), священноучители.

## История
Зондский архипелаг заселен во времена палеолита, первоначально — темнокожими веддоидами, меланезоидами, папуасами. Люди южномонголоидного типа переселялись волнами и постепенно вытесняли темнокожих. Местами сейчас сохраняются остатки этого реликтового населения, малочисленные племена, например, на Филиппинах — аэта и др. племена негритосов. Много археологических находок на Яве и Бали. Древнейшие из них — мегалиты, то есть каменные сооружения культового назначения. Много бронзовых изделий, мотыг, браслетов, колец. Часто такие предметы хранят в храмах, как реликвии. Вероятно, связи между Индонезией и Индией давние и тесные. Первоначальное распространение индуизма, буддизма, индийских культов на о. Бали сохраняется до сих пор, на Бали и Яве много индуистских храмов. В языке индонезийцев изобилие слов индийского происхождения.
В 8-10 вв. на Яве и Суматре была сильна династия Шайлендра. В 11 в. часть Суматры и часть п-ова
Малакка входили в состав империи Шривиджайя, а чуть позднее сформировалась империя Маджапахит со столицей в Моджокерто (Ява). После 1520 г. она распалась. Начался период феодальной раздробленности. В 1518 г. из Испании вышла флотилия Магеллана. Испанцев привлекали пряности, им необходимо было найти путь в Юго-восточную Азию. В 1521 г. остатки флотилии появились в районе Зондских о-вов. Считается, что первый человек, прошедший вокруг света, — Элькано, офицер, сменивший погибшего на Филиппинах Магеллана. Но известно также, что в экспедиции участвовал малаец Энрико, привезенный когда-то в Европу в качестве раба. Его взяли как переводчика. Когда же испанцы достигли Зондских о-вов, и Энрико начал понимать речь местных жителей, он сбежал. Вот он первым и обогнул земной шар. В 1597 г. происходит первое столкновение с голландцами. Первым проложил дорогу к колонизации авантюрист Корнелиус Хутман. Начался колониальный период, продолжавшийся до 1949 г. Первый губернатор в Индонезии — Питер Бот (1609—1614). В 1942—1945 гг. Индонезия была оккупирована японскими войсками. После 2-й мировой войны в результате упорной борьбы с голландскими колонизаторами Индонезия добилась независимости. В 1949 г. была провозглашена республика, её первым президентом стал Сукарно.

## Быт индонезийцев
Сельские жители проживают в кампонгах (поселках, деревнях). Традиционный дом имеет вогнутую в середине форму крыши, выступающую по краям вперед и вверх. Строится дом из растительных материалов, бамбука, листьев. Усадьба состоит не из одного дома, а из нескольких построек. Иногда она окружена легкой бамбуковой изгородью, иногда нет. Такие усадьбы разбросаны среди кокосовых рощиц и полей, называемых по-местному «савах».
Такова картина на Яве и других островах, но на острове Бали, где древняя культура сохранилась лучше, все обстоит совершенно иначе. Там жилые постройки скрыты за мощными глинобитными стенами с узкими воротами. Стена покрыта сверху черепицей, чтобы её не размывали дожди. Зажиточные семьи украшают ворота скульптурами и барельефами. Чаще всего это маска злого дамона Кала. Усадьба состоит из нескольких построек, называется пекаранган(двор), а у аристократов — «пури» (замок, дворец). Интересно, что это слово сходно с названием храма — «пура». В облике балийских селений бросается в глаза изобилие ритуальных сооружений. Это храмы (пура) и святилища (меру). Последние имеют вид многоярусной башни и символизируют почитаемые здесь горы. Крупные города имеют несколько улиц, площадь, обычные в нашем понимании дома,
кинотеатры, отели, лавочки.
У ментавайцев традиционный дом (ума) — это и дом, и храм. Его могут занимать несколько семей, каждая занимает по комнате, и одну из комнат занимает жрец. Или дом делится на три части — мужскую, женскую и кухню. Спят на полу, на циновках. Женятся молодые люди по своему усмотрению, но с согласия родителей. Многоженство разрешено, но семьи в основном моногамные. Каждое событие в жизни, рождение, достижение зрелости, брак, сопровождаются пышными церемониями. Народность минангкабау имеет особенность: у них матрилинейный род.
Мужчины здесь даже не живут дома, а приходят по мере необходимости. Все имущество и дом принадлежит женщине, инициатива в выборе жениха тоже принадлежит ей. В каждом поселке минангкабау есть общинный дом (сурау), это и церковь, и школа одновременно. Это также и ночлежка для тех, у кого нет крыши. Здесь ночуют также многие женатые мужчины. Основу пищи индонезийцев составляет рис. Популярные блюда из риса — наси улам (жареный рис, приправленный ломтиками овощей), и наси горенг (то же, но с приправой из рыбы, овощей, перца, соли).
Рис готовят рассыпчатый. Мясо употребляют редко: по праздникам. Молочные продукты употребляют только в городах, под влиянием европейцев. Широко используются местные плоды: бананы, ананасы, манго, нгако, рамбутаны, чемпедаки, дурианы. Дуриан называют «королём фруктов». Прежде было распространено жевание бетеля, но сейчас оно вытесняется курением. У некоторых народов традиции немного отличаются. В местах, не затронутых цивилизацией (о. Сиберут, арх. Ментаваи) люди живут охотой. В пищу могут идти кокосы, саго, бананы, таро, мясо обезьян, рыба, крабы, личинки муравьёв, насекомые. Охотятся с луком и стрелами, и ещё с сумпитаном, это духовое ружье с отравленными стрелами, которые выдуваются ртом.
Национальный костюм индонезийцев-мусульман состоит из рубашки (баджу) и саронга(тип юбки до пят) у мужчин, кофты(кебая) и саронга у женщин. Мужчины носят феску (пичи). У женщин распространен наплечный платок (сленданг). Ходят часто босиком или в сандалиях. Каин и додот — разновидности саронга на о. Бали. Менее цивилизованные носят набедренные повязки или юбки из листьев. Женщины у даяков заворачиваются в покрывало от пояса до колен. Грудь — обнажена. Ткани всегда яркие, с орнаментом.

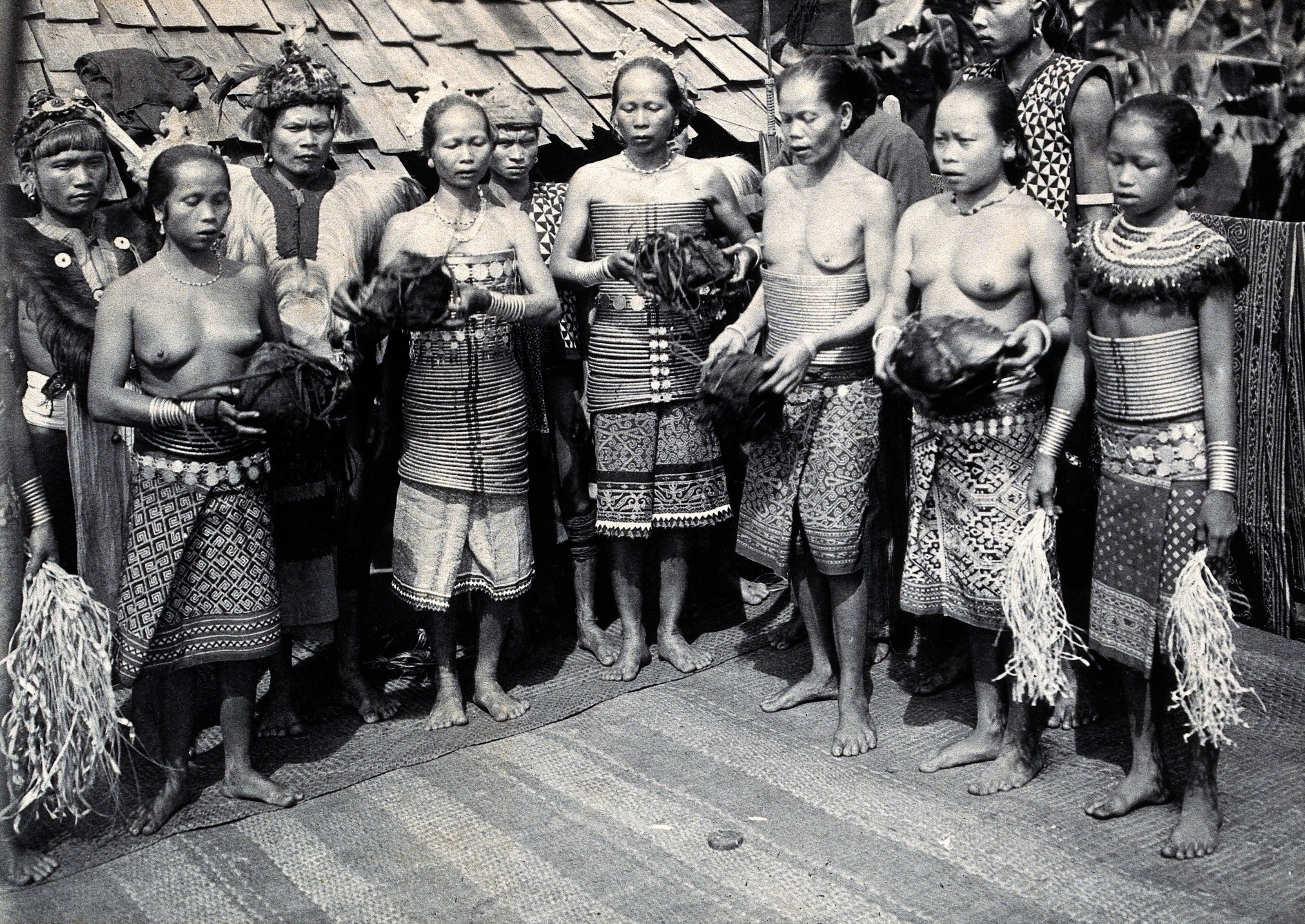
Даякские женщины во время «Праздника голов» (гавей каньяланг) -ритуальное торжество над поверженными врагами. Фотография начала XX века

Самая многочисленная народность Калимантана — даяки. Калимантан по-даякски означает «сырое саго». Дома строят длинные, до 30 м, из бамбука, на сваях, между которыми держат свиней и кур. Руай — большая комната, общая. На базарах продают саго или плетеные изделия. Живут по берегам рек, занимаются охотой и рыболовством, в меньшей степени сельским хозяйством. Тело покрывают татуировкой. Прежде у даяков был обычай — охота за головами. Юноша не мог рассчитывать на благосклонность девушки, если у него не было двух-трех отрезанных у врага голов. Никакие другие достоинства жениха без этого не ценились. Этот обычай был упразднен только в годы второй мировой войны — стараниями японской оккупационной администрации. С этим обычаем связан праздник птицы-носорога (гавай-кеньяланг). Прежде это была прелюдия к нападению на врага. Вырезанные из дерева скульптуры птиц-носорогов ставились на столбы клювом в сторону врага, в жертву приносили петуха, закалывали свиней, праздновали и после этого нападали. Теперь эта церемония ограничена подношением цветов.
Индонезия — область активной вулканической деятельности. С этим связано много проблем. Извержения вулканов разрушают поселки островитян, но тем не менее многие живут на склонах вулканов, поскольку почвы, образующиеся на пепле, плодородны, а легкие хижины легко отстроить заново.

## Культура, ремесла, искусство
С древнейших времен культура была более всего развита на островах Ява и Бали. Древней религией здесь был индуизм, несколько позже пришёл буддизм. В XIV—XV веках сюда проник ислам. Наиболее известные индуистские и буддийские храмы находятся на Яве — Боробудур (буддийский храм) и Лоро Джонгранг (комплекс индуистских храмов в Прамбанане). Много храмов на о. Бали, все они богато украшены орнаментом. Из ремесел здесь уже в древности были известны прежде всего каменная кладка, плотницкие работы, сооружение каноэ, быстоходных лодок, кузнечное ремесло, обработка бронзы, серебра, золота, железа, плетение ковров и циновок. Ткачество — исключительно женское занятие. В Индонезии изготовляли оружие широко известен крис, кинжал или меч с волнообразным лезвием. Есть разновидности криса — яванская, малайская, балийская и другие.
В настоящее время Индонезия имеет развитую литературу, театр, живопись, славится балийская резьба по дереву. Первыми литературными памятниками считаются подписи на камнях VII—VIII веков на древне-яванском языке, выполненные древнеиндийским шрифтом. Впоследствии развились жанры: пусаки (рассказы о магической силе), пантун (четверостишие), тербанганы (рассказы о пророке), париканы — то же на Бали, что пантуны на Яве. Из фольклора широко известны сказки о хитром и находчивом карликовом оленьке канчиле.
Виды театров:
- ваянг кулит — теневой

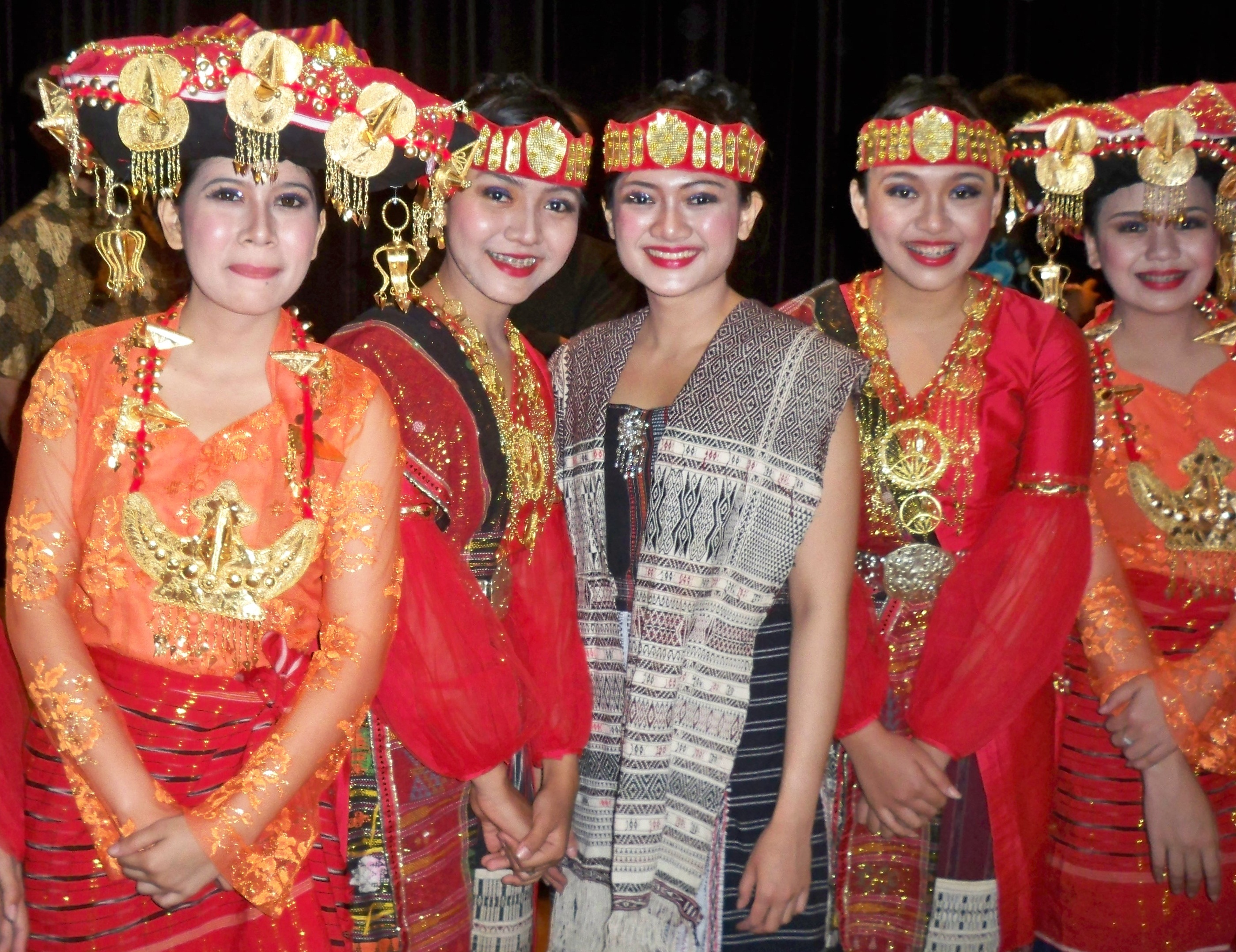
Танцевальная индонезийская группа во время гастролей в Москве (2010)

- ваянг голек — кукольный(трех видов)
- ваянг бебер — движущихся картин
- ваянг тоненг — с актерами в масках
- ваянг оранг — с актерами без масок

Традиционный индонезийский оркестр — гамелан, состоит из ребаба (скрипка в две струны),
сулинга (флейта), кенданга (барабан) и разных гонгов. Ведущую роль играет кенданг. Разновидности
оркестров: гамелан-гонг-геде, балийский, сюда входят кенданги, ченг-ченг(тарелки), гонги,
гонг-геде-пелегонган, с меньшим количеством инструментов, гендер-вайянг, и это ещё не все типы
оркестров. Есть и другие инструменты — челемпунг, щипковый, типа гуслей, бонанг — ударный (на Яве), рейонг и теромпонг — то же (на Бали). Самым любимым видом искусства являются танцы. Танцев огромное множество: легонг (для девушек), джогед (исполняется юношей и девушкой), барис (10-12 мужчин, воинственный), джаук (т. злого духа), кечак (самый массовый, 150—200 человек), темулилинг — т. пчел и др.
Мифология индонезийцев очень сложна в силу этнического разнообразия и влияния разных религий, ислама и индуизма. В Западной Индонезии самобытная мифология утрачена в связи с влиянием ислама, но сохраняется у батаков, ниасцев, ментавайцев, энгано, даяков, тораджей, минахасов (христиан), у бугийцев она сочетается с исламом. В Восточной Индонезии она сохранена в более полной мере. Пантеон состоит из солнечного и земного божества, иногда — верховного божества, творца, культурных героев, перволюдей, множества демонов и добрых духов стихий. У некоторых народов сохраняется анимизм. Вот неполный список верховных богов разных народов: Мула Джади и его ипостаси, Туан Буби на Болон (небо), Раджа Пинангкабо (земля), Нага Падоха (преисподня), Батара Гуру и Мангабулан, Пане на Болон, Опо Теба Спулат, он же Опо Лахатала, Тоара, Петара, Алахатала (здесь чувствуется влияние ислама — Аллах). Духи: хьянг, янг, сангьянг — добрые, гелембуты — злые, мендеги — призраки. Духи стихий у вемале — халита, у буруанцев — эябат. В целом индонезийцы делят мир на три сферы, как и другие народы, небо, землю и преисподнюю, но нижний мир у них чаще не подземный, а водный.
На о. Бали почитается гора Агунг, а у других народов — Меру или Сумеру. Это — мировая гора. Культ, характерный и для других народов, сравните — Олимп и Парнас у греков. Важное место занимает в мифах мировое дерево — нуну (вид фикуса). У народов алуне и вемале это Нунусаку, мировое дерево, по их поверьям, стоящее на о. Серам, у слияния трех лавных рек. Алуне и вемале верят, что они вышли из него, и в нём — обиталище душ их первопредков. Балийцы, сохранив индуизм, почитают Брахму, Шиву и Вишну (вместе они называются трисакта — триединый бог), синоним всех троих — Санг Хьянг Тунггая, или Санг Хьянг Види, или Хьянг Исмайя. Его потомки — Батара Гуру (бог верхнего мира), Семар (бог нижнего мира), Батара Кала и Брама. Остальных богов называли просто дэва, общего абстрактного бога — махадэва, добрых духов — бута, злых — кала. Балийцы считали, что человек имеет тело и душу, верили в реинкарнацию и достижение нирваны.
Один из мифов о сотворении мира рассказывает, что боги, сотворив землю, создали 4 юношей и 4 девушек из красной глины. Они переженились, и у них было 117 мальчиков и 118 девочек. По другой версии боги создали 2 пары людей, одна с жёлтой кожей, другая — с красной. У жёлтой пары родились мальчик Жёлтый кокосовый орех и девочка Кунинг, а у красной — мальчик Красная Земля и девочка Левек. Жёлтый Орех женился на Левек, а Красная Земля — на Кунинг, и постепенно от них и народилось население Бали.